# 毒茄蔘
毒茄蔘也叫欧茄参、曼德拉草（羅馬化：mandragórās）、押不蘆、押不盧（羅馬化：yaḇrūḥā，羅馬化：yabrūḥ，羅馬化：yaḇrūaḥ），是原产西亚至欧洲的茄科茄蔘屬多年生草本植物。本身有剧毒，根长且能长成人形，叶簇莲状,叶形大而皱褶，叶边缘较为不规则，花为淡紫色且果实为圆形黄色，带凤梨香味。主要分布于意大利北部、前斯拉夫和南欧等地，常见高度30厘米。其根部外型类似人的樣子。长期用于巫术仪式，包括今天的威卡教。
其根部分叉并长出地表一个褶皱、易碎的卵圆形物，类似烟草。春天从颈部伸出许多下垂的花梗，开淡绿色花，将近2英寸宽，有、多汁的橙色或红色浆果，类似小型的番茄，次年春天成熟。毒茄蔘的每一部分都有毒性。它的原产地是欧洲南部和中部、地中海周围地区，以及科西嘉岛。

## 功用
根本身带有镇静作用，有抗忧郁、焦虑和失眠的功效，也能做手术麻醉剂。叶片可以外用来缓解疼痛，根和叶拿来泡茶能引起兴奋虽然会有之后变迟钝副作用，因此能做春药。还能至幻，能用于哮喘和咳嗽的治疗。

## 名称
所有的茄参都有毒，只因原产西方的毒茄参在该属中为指名种，却不见于东亚，故以东亚常见的茄参命名并加置任意性形容词做定语。
分布于地中海以西的毒茄参（曼德拉戈拉斯）与分布于地中海以东的秋茄参（押不卢哈）物种边界不明显，或为同种。认为二者不同种的将叙利亚的归为秋茄参，西班牙的归为毒茄参，其余地方的分派因人而异并无共识。
《聖經》思高本将欧洲语言名称讹参梵汉对音译作“曼陀罗”，和合本则更进一步譯作“風茄”。注意《本草纲目》中的“风茄”、“曼陀罗”都是指曼陀罗。
欧洲语言常将“曼德拉戈拉斯”中的音素“德拉戈”谐音讹解作西洋龙，加之茄参属植物带有人参形状的根引发联想，产生特别的文化现象。

## 文化

### 阿拉伯
被阿拉伯人稱為luffâh或beid el-jinn（「妖魔的蛋」）。

### 犹太教
根据创世纪第30章的记载，雅各和利亚的长子呂便在田间发现了毒茄蔘，由于雅各的第二位妻子、利亚的妹妹拉结不能生育，渴望从姐姐手中得到毒茄蔘，提出将该夜与丈夫同床的权利作为交换，此前利亚在生下四个儿子后已经停止生育，但在此后利亚又再度怀孕，连续生下2个儿子和1个女儿，因此犹太人传统上认为毒茄蔘能帮助不孕妇女怀孕，另在某些亚洲文化中也相信它具有帮助受孕的作用，但其功效并无令人满意的证据，而其他许多植物亦被认为有此功效，例如香蕉、百合、柑橘屬植物和无花果。
毒茄蔘在希伯来语中称为（dûwôdãym），意为“爱的植物”。

### 英欧传说
在小說《哈利波特-消失的密室》中稱為魔蘋果。

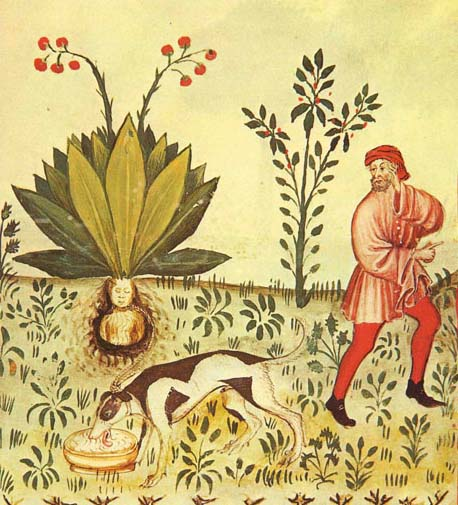
图中描述魔法师正打算利用饥饿的狗将毒茄蔘从土里拔出。

根据传说，毒茄蔘根大，呈人形，因此被认为具有很强大的魔力。美洲的毒茄蔘是盾叶鬼臼根茎，与欧洲的并不是同一种植物。在中世纪，毒茄蔘价格相当昂贵。水手们常买一小片根以保佑航海平安。把小片的毒茄蔘根放在大门上，可以防止火灾和失窃；放在枕头下有利睡眠；放在床垫下，尤其是婴儿的床垫下可以防止做噩梦。完整的毒茄蔘草根价格更为昂贵，根部越像人形，价格就越高。
由於毒茄蔘是野生植物，为防止他人采集，卖毒茄蔘的人就四处散布谣言，说直接采集毒茄蔘会带来麻烦。毒茄蔘的根呈人形，人们传说它是个具有灵性的活物，若把它从土里采出，就像把人从家里抢走一样。因此毒茄蔘被拔出时会发出一种剧烈的惨叫声，惨叫声会令采集者精神失常甚至丧命。采集毒茄蔘有一种特殊的方法，需要猎号、长绳、饥饿的狗和一块肉。据说毒茄蔘只生长在绞刑架下，靠死尸滴下的脂油或血液灌溉成长。因此在月圆之夜，魔法师会用绳子将草牢牢套住，绳子的另一端绑在狗的项圈上，然后魔法师退到安全的地方把肉扔出，狗因饥饿而迅速扑向肉，连着的绳子就会把草从土里拉出来。因此，魔法师要大声吹号盖过草的惨叫。狗听到惨叫声立即毙命，而魔法师则顺利地获得了完整的毒茄蔘。
酷似人形的毒茄蔘价格要高出一般毒茄蔘的几倍，很多魔法师在草的生长过程中会对草根进行修饰。他们找到小毒茄蔘，小心挖出检验之后，用刀雕刻得更像人形，如果有必要甚至会刻出人脸的形状，然后把草又重新植入土中。过上一个月左右，再次把草重新挖出来检查，然后再次进行修饰，植入土中。这样，等到草长成后挖出时，似乎纯天然就长得极像人形，可以售得高价。也正因为如此，毒茄蔘会被做成雌株与雄株。
另一个传说是，毒茄蔘能在黑暗中闪闪发光。植物学家多琳·瓦里安特曾解释说，这是因为它的叶子能吸引萤火虫。萤火虫盘踞在叶片上，就像叶子自己能发光一样。他还说，毒茄蔘草有很强的催眠作用，在过去的手术中常被当做麻醉药使用。毒茄蔘原产自地中海地区，在15世纪或更早被引入英国。大小与毒茄蔘极为相似、有肉质根、白色或黑色灌木植物的泻根会被认为是它的优良替代品。

## 在文学中
- 在圣经创世纪30章14节，利亚给了拉结一些毒茄蔘，以换取当夜与丈夫雅各同床的权利。

“割麦子的时候，流便往田里去，
寻见风茄，
拿来给他母亲利亚。
拉结对利亚说，
请你把你儿子的风茄给我些。"

雅歌7章13节

“风茄放香，
在我们的门口有各样新陈佳美的果子。
我的良人，
这都是我为你存留的。”

## 在电影中
如《七傳人》、《獵魔師》、《哈利波特:消失的密室》、《迷宫饭》。